# Ture Lundquist

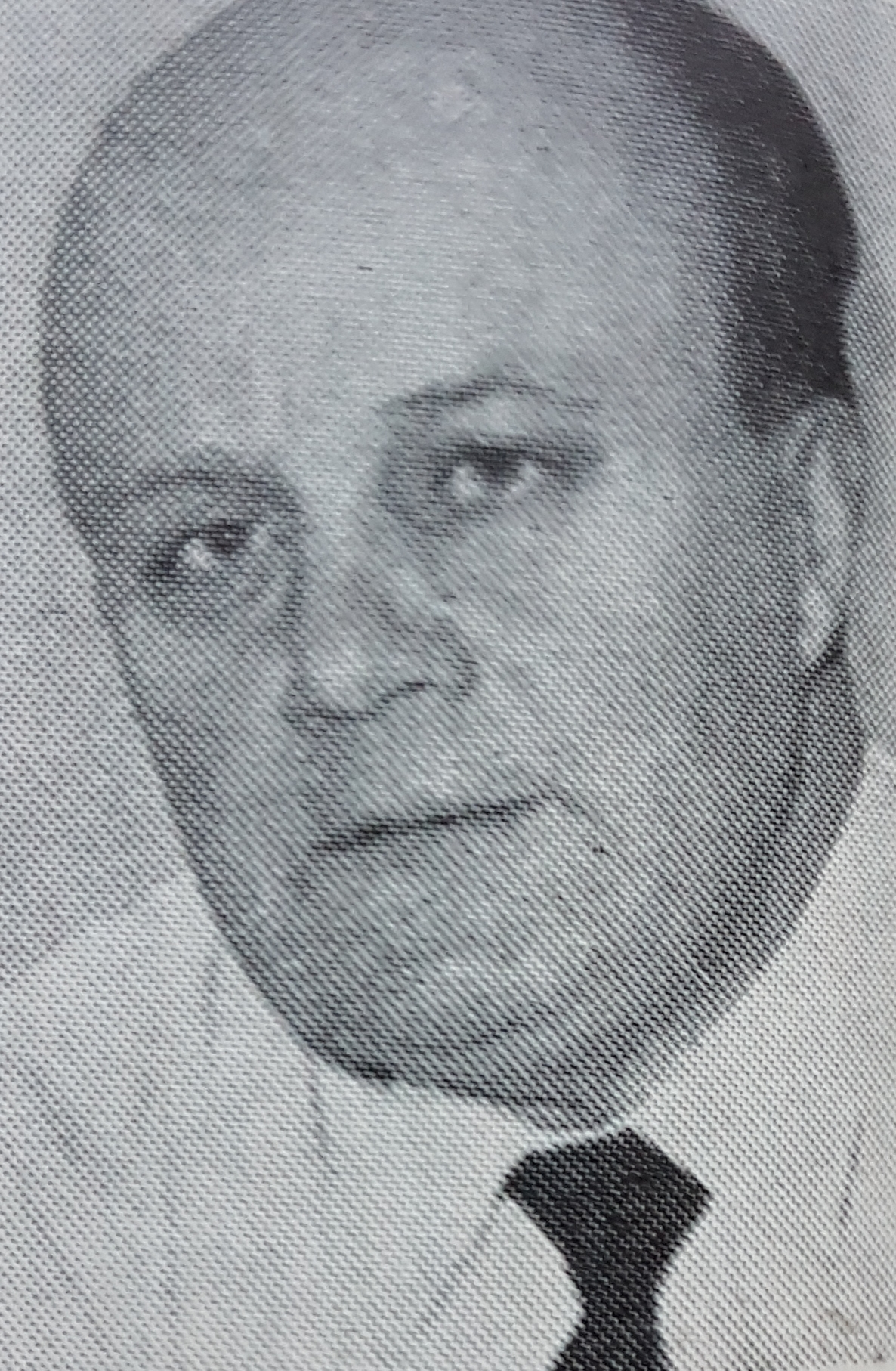
Ture Lundquist.

Erik Ture Lundquist, född 28 april 1909 i Enköping, död där 1 september 1994, var en svensk målare och arkivarie.
Ture Lundquist var son till möbelsnickaren Erik Anshelm och Eva Helena Lundquist samt från 1937 gift med Vera Wilhelmina (född Wallqvist). Lundquist var huvudsakligen autodidakt som konstnär men fick till en början viss vägledning av några konstnärskamrater. Separat ställde han ut i bland annat Västerås, Enköping och på Galerie Æsthetica i Stockholm samt på  Nutida Konst i Uppsala 1962. Tillsammans med Ejnar Vianden ställde han 1951 ut hos Enköpings konstförening. Hans konst består av stadsbilder, stilleben, figurkompositioner och landskapsmåleri utförda i olja eller pastell. Lundquist är representerad vid Enköpings kommun.